# De Smet (Dakota Południowa)
DeSmet – amerykańskie miasteczko w hrabstwie Kingsbury, w Dakocie Południowej, założone w latach 70. XIX wieku. Nazwa miejscowości pochodzi o jezuickiego misjonarza; Pierre'a De Smet.

## Turystyka

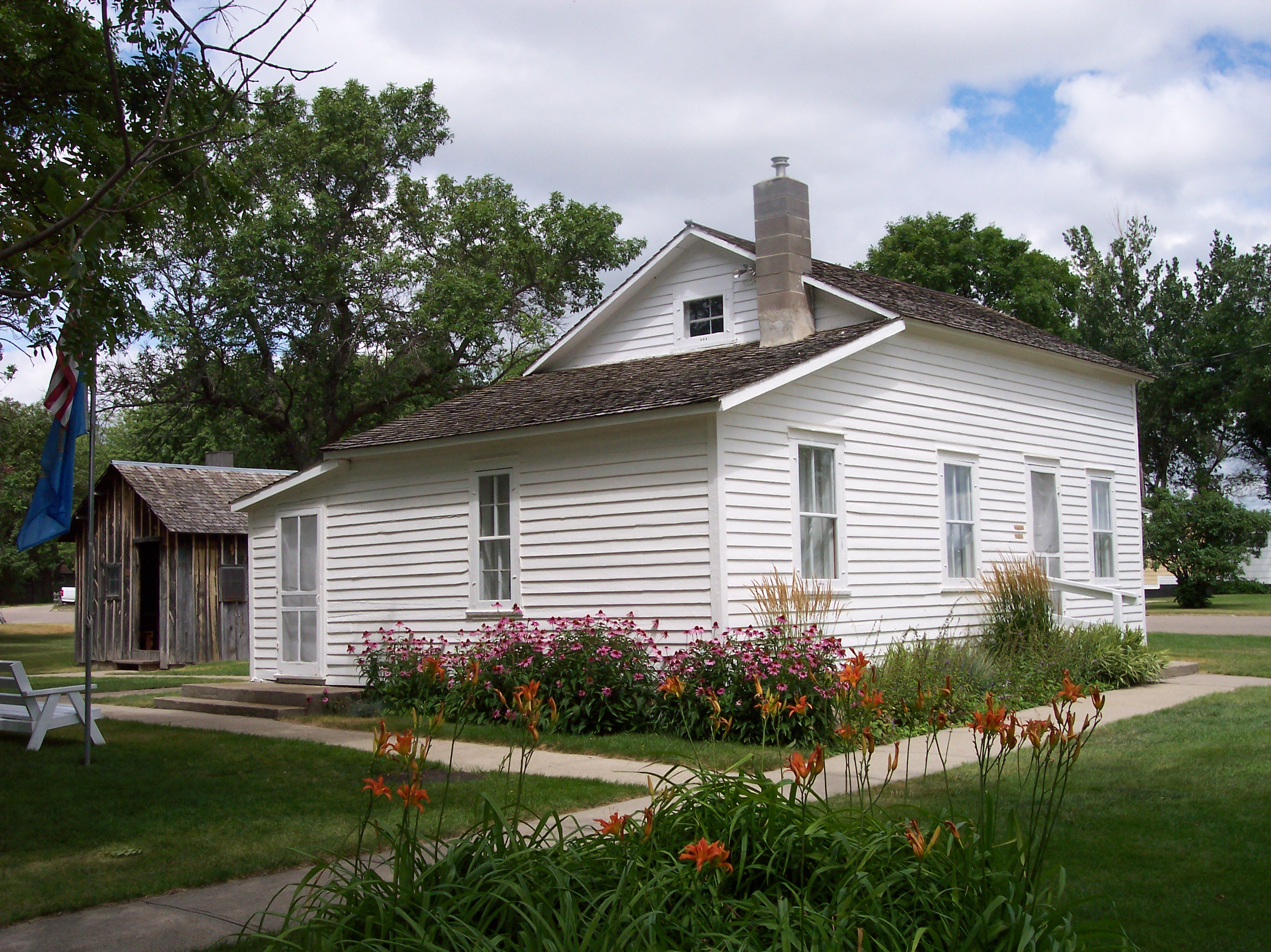
Dom geometrów

Największą atrakcją turystyczną miasta są miejsca związane z zamieszkiwaniem tu Laury Ingalls Wilder z rodziną, znanych z jej autobiograficznej serii książek "Domek na prerii".
Rodzina przyjechała w okolicę przyszłego miasta w roku 1879. Jej członkowie byli jednymi z jego pierwszych mieszkańców. Oprócz gospodarstwa, w którym mieszkali, dostępny do zwiedzania jest Dom geometrów (ang. Surveyors House) nad Srebrnym Jeziorem – dawnym jeziorem, obecnie mokradłami, położonymi na wschód od miasta, po północnej stronie autostrady stanowej nr 14. Innym ważnym i odwiedzanym miejscem jest najstarszy w mieście kościół. Na południowy wschód od miejscowości leży Wielkie Bagnisko (ang. Big Slough).
Od roku 1971, w lipcu odbywa się w mieście specjalny festyn poświęcony pisarce.
De Smet jest popularną bazą wypadową na Mount Rushmore oraz w Black Hills.